# Marigny-Chemereau
Marigny-Chemereau is een gemeente in het Franse departement Vienne (regio Nouvelle-Aquitaine) en telt 417 inwoners (1999). De plaats maakt deel uit van het arrondissement Poitiers.

## Geografie
De oppervlakte van Marigny-Chemereau bedraagt 11,5 km², de bevolkingsdichtheid is 36,3 inwoners per km².
De onderstaande kaart toont de ligging van Marigny-Chemereau met de belangrijkste infrastructuur en aangrenzende gemeenten.

## Demografie
Onderstaande figuur toont het verloop van het inwonertal (bron: INSEE-tellingen).